# Leptoceletes pallidus
Leptoceletes pallidus är en skalbaggsart som först beskrevs av Green 1952.  Leptoceletes pallidus ingår i släktet Leptoceletes och familjen rödvingebaggar. Inga underarter finns listade i Catalogue of Life.